# Булатов, Дмитрий Сергеевич
Дми́трий Серге́евич Була́тов (укр. Дмитро Сергійович Булатов; род. 13 августа 1978, Киев, Украинская ССР, СССР) — украинский политик, лидер Автомайдана, председатель правления общественной организации «Социально ответственное общество». После майдана- министр молодёжи и спорта Украины с 27 февраля по 2 декабря 2014 года в первом правительстве Арсения Яценюка.

## Биография
Выпускник КПИ. Окончил факультет электроники в 2001 году по специальности инженер микроэлектроники и полупроводниковых приборов.
С 1998 по 2014 год занимался бизнесом и работал на руководящих должностях негосударственных и частных компаний (на госслужбе был полгода- с мая по октябрь 2010 года работал директором Института по проектированию предприятий рыбного хозяйства и промышленности «Укррыбпроект» и в Государственном комитете рыбного хозяйства Украины при Министерстве аграрной политики Украины). Был директором ЧП «Центр-К» (1998—2003, ресторанный и гостиничный бизнес), руководителем группы компаний «Q-Service» (2003—2007, маркетинг, реклама, продажи и дизайн), заместителем руководителя группы компаний «Итера» (2007—2008, строительство), директором ООО «Промлогистика» (2008—2009, металлургия), директором ООО «Торгово-промышленный Холдинг» (2009—2010, торговля нефтью и газом). Параллельно вел консалтинговую деятельность в области маркетинга, рекламы и продаж. С 2010 по 2013 год был владельцем автоцентра «Стольник», однако после определённых событий бизнес-вектор изменился и Булатов стал заниматься в большей части консалтингом.
Занимается вейкбордингом, принимал участие во всеукраинских соревнованиях по этому виду спорта.
В начале 2013 года создал общественную организацию «Социально ответственное общество». Вместе с Украинским форумом благотворителей эта организация начала Национальный рейтинг благотворителей. В апреле 2013-го был одним из организаторов акции по демонтажу точек по продаже алкоголя в киевском парке «Муромец». В сентябре 2013 г. Булатов агитировал за запрет проведения алкогольных фестивалей на спортивных площадках.
Женат, имеет двоих сыновей и дочь.

### Автомайдан
30 ноября 2013 года, узнав о силовом разгоне Евромайдана, Дмитрий Булатов вместе с другом Алексеем Гриценко решил организовать автопробег по Киеву, чтобы привлечь людей к протесту. В первый же день в акции приняли участие около 300 автомобилистов, среди которых были как друзья Булатова, так и примкнувшие в процессе сбора. Утром 1 декабря 2013 года Булатов с другими участниками акции (в частности, с Василием Футиным, Татьяной Чорновол, Андреем Дзиндзей, Владимиром Кадурой и другими) встретились у памятника основателям Киева. Там участники нового движения договорились между собой о распределении обязанностей, что стало началом Автомайдана.
Булатов был организатором и участвовал в большинстве акций Автомайдана, в частности, в поездках в Межигорье, визитах к ряду других высокопоставленных лиц и к командиру роты «Беркута», а также в блокировании «Беркута» в Святошинском районе Киева.

### Исчезновение в январе 2014 года
23 января 2014 года, во время событий Еврореволюции на Украине, активисты Автомайдана заявили о неожиданном исчезновении Дмитрия Булатова. Последний раз на связь он выходил вечером 22 января. 23 января, примерно в 4:00 утра, сотрудники «Беркута» задержали как минимум 15 активистов Автомайдана, патрулировавших киевскую городскую клиническую больницу № 17, и разбили девять автомобилей.
Автомайдан объявил вознаграждение в размере $10 тысяч тому, чья информация поможет найти Дмитрия Булатова и спасти ему жизнь. Впоследствии эту сумму увеличили до $25 тысяч.
30 января 2014 года Булатов вышел на связь с друзьями и сообщил, что его похитили, пытали и распяли неизвестные, которые разговаривали с русским акцентом. После пыток его вывезли за город и выбросили из машины. Булатов смог добраться до села Вишенки Бориспольского района и попросить помощь. В тот же день он был госпитализирован в клинику «Борис», где ему была оказана медицинская помощь.
По словам Петра Порошенко, Дмитрий Булатов, Александр Данилюк и Алексей Гриценко были внесены МВД в список для ориентирования по фамилиям и фото, который был замечен у пограничников. 2 февраля 2014 года Шевченковский районный суд города Киева отказался удовлетворить ходатайство следствия об аресте Дмитрия Булатова. В тот же день Булатов отбыл на лечение в Литву. После лечения уехал в Германию к родственникам. 24 февраля 2014 года вернулся на Украину.
На 2015 год МВД Украины вело следствие по факту похищения. Следственно-оперативная группа рассматривала пять версий. В том числе — с целью запугивания в связи с общественно-политической деятельностью.
Один из лидеров Автомайдана Сергей Поярков в ноябре 2014 года в эфире «Радио Вести» заявил, что похищения не было.
По мнению активистки Ксении Шкоды, всё время «похищения» Булатов провёл на даче миллионера, президента федерации вейкбординга и водно-лыжного спорта Украины Юрия Зозули.

### Политическая карьера
27 февраля 2014 года Дмитрий Булатов был назначен Министром молодёжи и спорта Украины в правительстве Арсения Яценюка Во время работы минимизировал административные расходы ведомства. Инициировал проведение реформы сферы спорта и физической культуры.
Отказался участвовать в парламентских выборах осенью 2014 года из-за нежелания создавать политические и финансовые обязательства перед политическими партиями.
В мае 2015 года был мобилизован для прохождения службы в вооружённых силах Украины. 22 июля был ранен в районе Счастья Луганской области.